# Трубина (Ирбитское муниципальное образование)
Трубина — деревня в Свердловской области России, входит в Ирбитское муниципальное образование. 

## Географическое положение
Деревня Трубина расположена к северу от города Ирбита, в 6 километрах по прямой и в 7 километрах по дороге от центра города, на правом берегу реки Ницы. В окрестностях деревни расположены озёра-старцы. В полукилометре от Трубиной проходит автодорога Алапаевск — Ирбит. В окрестностях деревни находится ботанический природный памятник — Вязовые насаждения, крайний восточный ареал вяза гладкого в России.

## Население
| 2002 | 2010 | 2021 |
| ---- | ---- | ---- |
| 57   | ↘36  | ↗54  |